# 敷香支庁

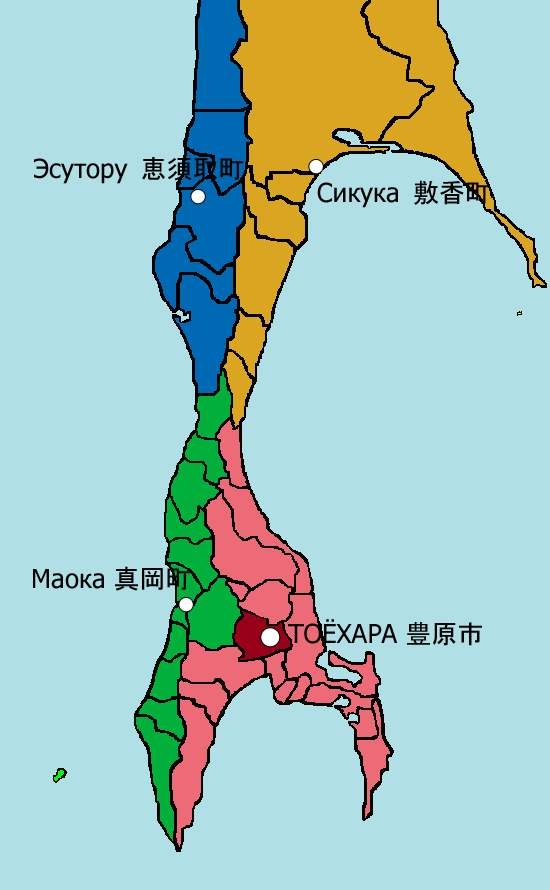
支庁区分図（黄：敷香支庁）

敷香支庁（しくかしちょう、しすかしちょう）は、樺太庁の支庁の一つ。支庁所在地は敷香町。

## 歴史
- 1908年（明治41年）12月 - 豊原支庁シスカ出張所が独立して発足。
- 1909年（明治42年）10月 - 元泊出張所を設置。
- 1913年（大正2年）6月 - 元泊出張所を豊原支庁に移管。散江出張所を設置。
- 1915年（大正4年）6月26日 - 「樺太ノ郡町村編制ニ関スル件」（大正4年勅令第101号）の施行により、管内に新問郡・敷香郡・散江郡を設置。
- 1922年（大正11年）10月 - 新問郡が豊原支庁元泊出張所管内（元泊郡）とともに元泊支庁として分離。
- 1942年（昭和17年）11月 - 元泊支庁を統合。新問郡が元泊郡に、散江郡が敷香郡にそれぞれ合併。管轄区域が元泊郡・敷香郡の2郡となる。
- 1943年（昭和18年）4月1日 - 「樺太ニ施行スル法律ノ特例ニ関スル件」（大正9年勅令第124号）が廃止され、内地編入。
- 1945年（昭和20年）8月22日 - ソビエト連邦により占拠される。
- 1949年（昭和24年）6月1日 - 国家行政組織法の施行のため法的に樺太庁が廃止。同日敷香支庁廃止。